# Castellanos, Mexiko
Castellanos är en ort i Mexiko.   Den ligger i kommunen Pinos och delstaten Zacatecas, i den centrala delen av landet, 400 km nordväst om huvudstaden Mexico City. Castellanos ligger 2 228 meter över havet och antalet invånare är 339.
Terrängen runt Castellanos är huvudsakligen platt, men söderut är den kuperad. Terrängen runt Castellanos sluttar västerut. Runt Castellanos är det ganska glesbefolkat, med 21 invånare per kvadratkilometer. Närmaste större samhälle är El Nigromante, 18,5 km väster om Castellanos. Omgivningarna runt Castellanos är i huvudsak ett öppet busklandskap.